# Marza Animation Planet
Marza Animation Planet (株式会社マーザ・アニメーションプラネット, Kabushiki gaisha Māza Animēshonpuranetto), est un studio d'animation japonais spécialisé dans les effets spéciaux numériques au cinéma et dans le jeu vidéo.
La société est à l'origine le département d'effets numériques de Sega avant de passer en 2017 sous le patronage de TMS Entertainment, la filiale anime de Sega.

## Longs métrages
- Albator, corsaire de l'espace (2013)[1] (avec Toei Animation)
- Resident Evil: Vendetta (2017)[2] (avec Stage 6 Films (en), Kadokawa Dwango et Capcom)[3]
- Lupin III: The First (2019) (avec TMS Entertainment et Tōhō)
- Sonic, le film (2020) (avec Paramount Pictures, Original Film, Blur Studio, Sega Sammy Group, et DJ2 Entertainment)
- Sonic the Hedgehog 2 (2022)

## Courts métrages
- The Peak (2019) (créé avec Unity)[4]
- Sonic: Night of the Werehog (2008)
- The Gift (2016) (créé avec Unity)[5]
- Robodog (projet discontinu)

## Cinématiques de jeux vidéo
- Virtua Fighter 5 (2006)
- Love and Berry: Dress Up and Dance! (2007)
- Phantasy Star Portable (2007)
- Nights: Journey of Dreams (2007)
- Sonic Riders: Zero Gravity (2008)
- Samba de Amigo (2008)
- Sonic Unleashed (2008)
- Phantasy Star Portable 2 (2009)
- Hatsune Miku: Project DIVA (2009)
- Resonance of Fate (2010)
- Super Monkey Ball: Step & Roll (2010)
- Hatsune Miku: Project DIVA 2nd (2010)
- Sengoku Taisen (2010)
- Sonic Colours (2010)
- Sonic Free Riders (2010)
- Virtua Tennis 4 (2011)
- Sonic Generations (2011)
- Super Monkey Ball: Banana Splitz (2012)
- Phantasy Star Online 2 (2012)
- Hatsune Miku: Project DIVA F (2012)
- Kingdom Conquest II (2013)
- Phantasy Star Online 2 2nd OP (2012)
- Demon Tribe (2013)
- Sonic & All-Stars Racing Transformed (2012)
- Phantasy Star Online 2 3rd OP (2012)
- Sonic Lost World (2013)
- The World of Three Kingdoms (2013)
- Hatsune Miku: Project DIVA F 2nd (2014)
- Phantasy Star Nova (2014)
- Yakuza 0 (2015)
- Hatsune Miku: Project DIVA X (2016)
- VR Zone Shinjuku - Winged Bicycle (2017)
- Sonic Forces (2017)
- Team Sonic Racing (2019)

## Autres
- Hatsune Miku Live Party 2012 (MIKUPA♪) (2012) (événement sur scène)
- Hatsune Miku Magical Mirai 2013 (2013) (événement sur scène)
- Mario Kart 8 (2014 (original), 2017 (Deluxe)) (modèles 3D pour illustration d'œuvres d'ar)
- Splatoon (2015) (modèles 3D pour illustration d'œuvres d'art)
- Happy Forest (2015) (Tech Demo Trailer créé avec Unreal Engine 4)
- Hatsune Miku Expo 2016 (2016) (événement sur scène)
- Ultimate Bowl (2015 (v1), 2017 (v2)) (Tech Demo Trailer créé avec Unreal Engine 4 (v1) et Unity (v2))
- Splatoon 2 (2017) (modèles 3D pour illustration d'œuvres d'art)
- The Last Guardian (2016) (animations)